# Ali Erbaş
Ali Erbaş (Ordu, 1961) è un imam, storico delle religioni e politico turco di religione islamica.
Dal 2017 è il Direttore degli Affari Religiosi della Turchia.

## Biografia
Nato nel villaggio di Yeşilyurt, nel distretto di Kabadüz, presso la provincia di Ordu, dopo aver frequentato le scuole primarie Yeşilyurt, nel 1984 si diplomò a Sakarya presso una scuola professionale e coranica che formava imam hatip al servizio del governo turco. Tre anni più tardi, si laureò all'Università Marmara di Istanbul e nel 1993 conseguì il dottorato in storia delle religioni presso lo stesso ateneo. Nel medesimo anno, ottenne una docenza presso la Facoltà teologica dell'Università Sakarya.
Dal 1996 al 1997 fu professore ospite e ricercatore della Facoltà di Scienze Umane dell'Università di Strasburgo. Ritornato in Turchia nel novembre del 1998, divenne professore associato e quindi professore ordinario nel gennaio 2004.
Nel 2016 fu nominato rettore dell'Università di Yalova e nel settembre 2017 presidente della Presidenza degli affari religiosi.
Sei giorni dopo l’attacco terroristico di Hamas contro Israele nel 2023 e la conseguente guerra in Israele e Gaza nel 2023, Erbaş ha definito Israele un “pugnale arrugginito che giace nel cuore della geografia islamica” e che avrebbe posto fine alla pace nelle terre palestinesi circa un secolo fa. Un mese dopo, Erbaş dichiarò che il "comportamento disumano... di Israele è basato su una fede sporca e perversa".

## Vita privata
Ali Erbaş è sposato e padre di quattro figli.